# Marie Elisabeth von Schleswig-Holstein-Gottorf (1634–1665)

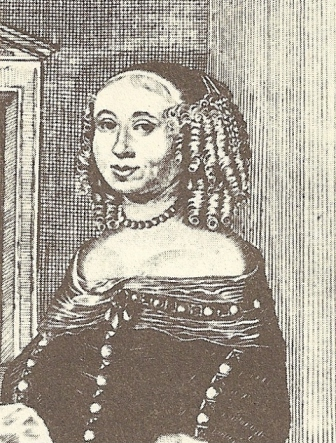
Marie Elisabeth von Schleswig-Holstein-Gottorf (1634–1665), Landgräfin von Hessen-Darmstadt

Marie Elisabeth von Schleswig-Holstein-Gottorf (* 6. Juni 1634 in Gottorf; † 17. Juni 1665 Darmstadt) war durch Heirat Landgräfin von Hessen-Darmstadt.

## Leben
Marie Elisabeth war eine Tochter des Herzogs Friedrich III. von Schleswig-Holstein-Gottorf (1597–1659) aus dessen Ehe mit Maria Elisabeth (1610–1684), Tochter des Kurfürsten Johann Georg I. von Sachsen.
Sie heiratete am 24. November 1650 im Schloss Gottorf den nachmaligen Landgrafen Ludwig VI. von Hessen-Darmstadt (1630–1678), mit dem sie sich zu dessen Geburtstag im Jahr 1649 verlobt hatte. Anlässlich der Hochzeit wurde bei einem Volksfest in Lollar der letzte Schwerttanz in Hessen aufgeführt.
Ludwig wurde von seinem Vater im Jahr nach der Hochzeit 1651 mit in die Regierungsgeschäfte mit einbezogen und trat dessen Nachfolge 1661 an. Über Marie Elisabeths Schwester Hedwig Eleonore, Königin von Schweden knüpfte Ludwig umfangreiche politische Beziehungen zu diesem Königreich. Marie Elisabeth starb vier Jahre später in „Kindsnöthen“, nachdem sie bereits acht Kinder geboren hatte. Ihr Tod stürzte Ludwig in tiefe Trauer. Der schriftstellerisch tätige Landesfürst verfasste einige Gedichte in Andenken an seine Gemahlin.

## Nachkommen
Aus ihrer Ehe hatte Marie Elisabeth folgende Kinder:
- Magdalene Sybille (1652–1712)

⚭ 1673 Herzog Wilhelm Ludwig von Württemberg (1647–1677)
- Sophie Eleonore (*/† 1653)
- Georg (1654–1655)
- Marie Elisabeth (1656–1715)

⚭ 1676 Herzog Heinrich von Sachsen-Römhild (1650–1710)
- Auguste Magdalene (1657–1674)
- Ludwig VII. (1658–1678), Landgraf von Hessen-Darmstadt
- Friedrich (1659–1676)
- Sophie Marie (1661–1712)

⚭ 1681 Herzog Christian von Sachsen-Eisenberg (1653–1707)